# USS LST-383
O USS LST-383 foi um navio de guerra norte-americano da classe LST que operou durante a Segunda Guerra Mundial.